# Rudolf Seefried
Rudolf Seefried (* 6. Januar 1877 in Bad Griesbach im Rottal; † 6. Januar 1961 in Regensburg) war ein deutscher Verwaltungsjurist und Landrat.

## Leben
Rudolf Seefried absolvierte nach dem Abitur am Gymnasium Passau ein Studium der Rechtswissenschaften an der Ludwig-Maximilians-Universität München und der Friedrich-Alexander-Universität Erlangen-Nürnberg und promovierte am 10. November 1905 in Erlangen  mit der Dissertation  „Der Paragraph 281. Eine historisch-dogmatische Studie zum B.G.B.“ zum Dr. jur. Nach einer Wiederholungsprüfung im Jahre 1907 legte er das Große juristische Staatsexamen ab und erhielt eine Anstellung als Assessor beim Bezirksamt Neustadt an der Waldnaab. 1917 wechselte er zum Bezirksamt Garmisch-Partenkirchen und erhielt 1923 Rang und Titel eines Regierungsrats. Zum 1. September 1925 wurde er als Bezirksamtsvorstand (ab 1939 Landrat) mit der Leitung des Bezirksamts Kemnath (ab 1939 Landkreis Kemnath) beauftragt.
1862 wurden in Bayern auf der unteren Verwaltungsebene aus den Landgerichten die Bezirksämter geschaffen, deren Leiter Bezirksamtmänner (ab 1920 Bezirksoberamtmänner) oder Bezirksamtsvorstände waren. 1939 wurde für diese Verwaltungsebene reichseinheitlich der Begriff Landkreis eingeführt.
Seefried übte das Amt des Landrats in Kemnath bis zu seiner Pensionierung zum 1. Juli 1944 aus. 
Er war 1918/1919 Mitglied der Bayerischen Volkspartei und gehörte von 1921 bis 1929 dem Freikorps Bund Bayern und Reich an.
Zum 1. Mai 1935 war er in die NSDAP (Mitgliedsnummer 3.625.829) eingetreten und 
vom 1. Juli 1934 bis zum 31. Dezember 1935 Angehöriger der SA.